# یانیک آگنیرو
یانیک آگنیرو (به انگلیسی: Yannick Agnero)یک بازیکن فوتبال حرفه‌ای اهل ساحل عاج است که در پست مهاجم برای باشگاه هالمستاد سوئد در لیگ برتر فوتبال سوئد بازی می‌کند.
آگنیرو در ساحل عاج متولد شد و قبل از پیوستن به نورشلان در تابستان ۲۰۲۱، عضوی از آکادمی فوتبال رایت تو دریم بود.